# Инаугурация Вадима Красносельского (2016)
Инаугурация Вадима Николаевича Красносельского в качестве президента Приднестровской Молдавской Республики (ПМР) состоялась 16 декабря 2016 года, которая ознаменовала начало первого срока Вадима Красносельского на посту президента Приднестровья. Прошла в Приднестровском государственном театре драмы и комедии имени Н. С. Аронецкой.
На президентских выборах 11 декабря 2016 года Вадим Красносельский победил уже в первом туре, набрав 62,23 % голосов избирателей. Тогдашний президент республики Евгений Шевчук получил лишь 27,38 % голосов избирателей.

## Подготовка
Ответственность за организацию проведения церемонии была возложена на аппарат Верховного совета Приднестровской Молдавской Республики.
Евгений Шевчук ранее подписал другой указ, согласно которому инаугурацию предлагалось провести 27 декабря 2016 года в 11:00 по местному времени в том же Приднестровском государственном театре драмы и комедии имени Н. С. Аронецкой, однако затем указ был признан утратившим силу.

## Церемония
На церемонии присутствовал тогдашний президент Приднестровья Евгений Шевчук, первый президент Игорь Смирнов, а также посол России в республике Молдавия Фарит Мухаметшин.
Ровно в 12:00 по местному времени у театра остановился автомобильный кортеж.
Торжественную церемонию принесения присяги открыла председатель ЦИК ПМР Елена Городецкая. Она подвела итоги выборов, поздравила Вадима Красносельского и выразила надежду, что он «сумеет вернуть доверие приднестровцев к власти».
Затем Вадим Красносельский принёс присягу на верность народу Приднестровья. Текст присяги подписан на трёх государственных языках — русском, украинском и молдавском.
Руководитель Центризбиркома Елена Городецкая совместно с председателем Конституционного суда Олегом Кабалоевым вручили Вадиму Красносельскому перевязь и удостоверение президента ПМР.
Новый глава республики поблагодарил приднестровский народ за гражданскую активность, членов избирательных комиссий — за самоотдачу и профессионализм, международных наблюдателей — за внимание к стране. Отдельно Вадим Красносельский остановился на взаимоотношениях с Россией. Говоря о будущем Приднестровья, он подчеркнул, что республика будет социально ориентированным государством с рыночной формой экономики. В. Красносельский призвал к объединению общества и консолидации всех ветвей власти.
Участие в торжественном мероприятии принял освободивший пост главы государства Евгений Шевчук. Он поблагодарил свою команду за поддержку и пожелал избранному президенту улучшить жизнь приднестровцев. Первый президент Приднестровской Молдавской Республики Игорь Смирнов также выступил на церемонии, назвав её «ещё одной крупицей утверждения независимости Приднестровья» и поблагодарив ветеранов, которые «учат не продавать Родину». Игорь Смирнов, поздравляя нового главу республики, сказал, что «вместе мы всё сделаем, Вадим Николаевич».
«Успехов и ревностного ежедневного служения» приднестровскому народу пожелал Вадиму Красносельскому архиепископ Тираспольский и Дубоссарский Савва. Он благословил Президента ПМР образом Богоматери — хранительницы приднестровской столицы, города Тирасполя.
В адрес избранного Президента Приднестровской Молдавской Республики Вадима Красносельского было направлено около трёх десятков телеграмм. Часть из них была озвучена непосредственно на церемонии инаугурации. Посол Российской Федерации в Республике Молдова Фарит Мухаметшин лично поздравил Вадима Красносельского, заявив, что «Россия всегда рядом!». Кроме того, он зачитал приветственные адреса от вице-премьера РФ Дмитрия Рогозина и главы МИД РФ Сергея Лаврова.
На церемонии инаугурации присутствовали сотни жителей и гостей Приднестровья.

## Галерея

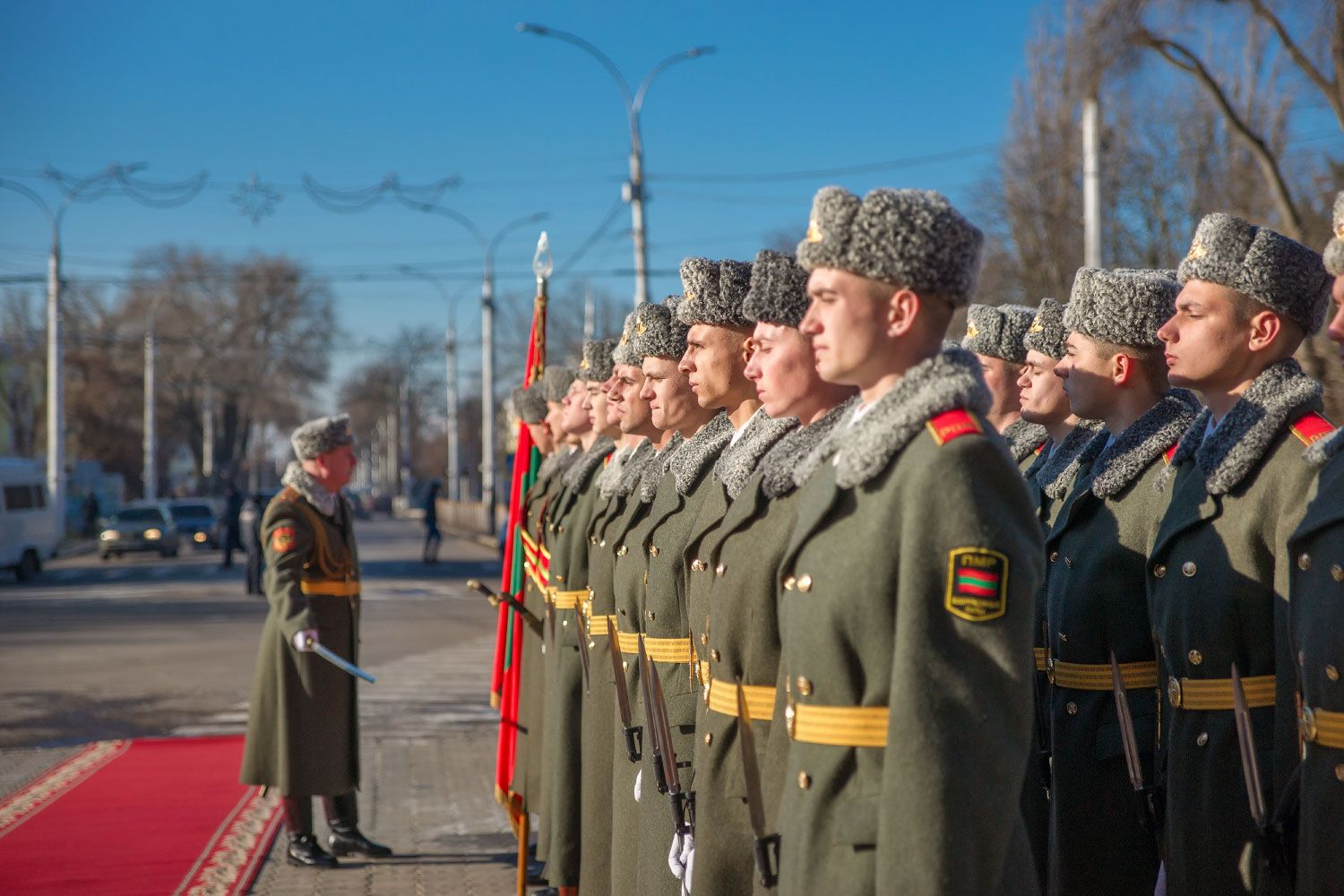
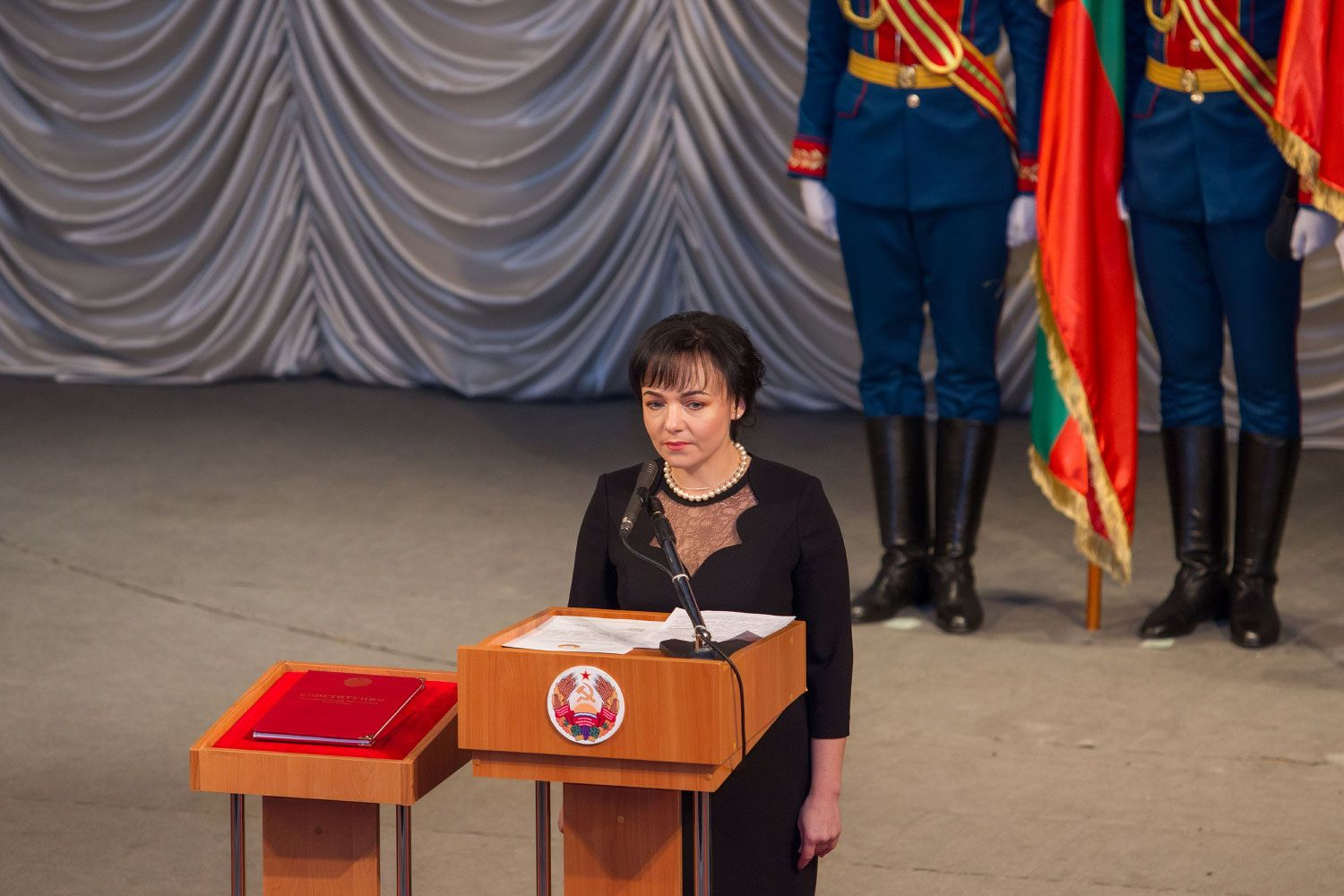
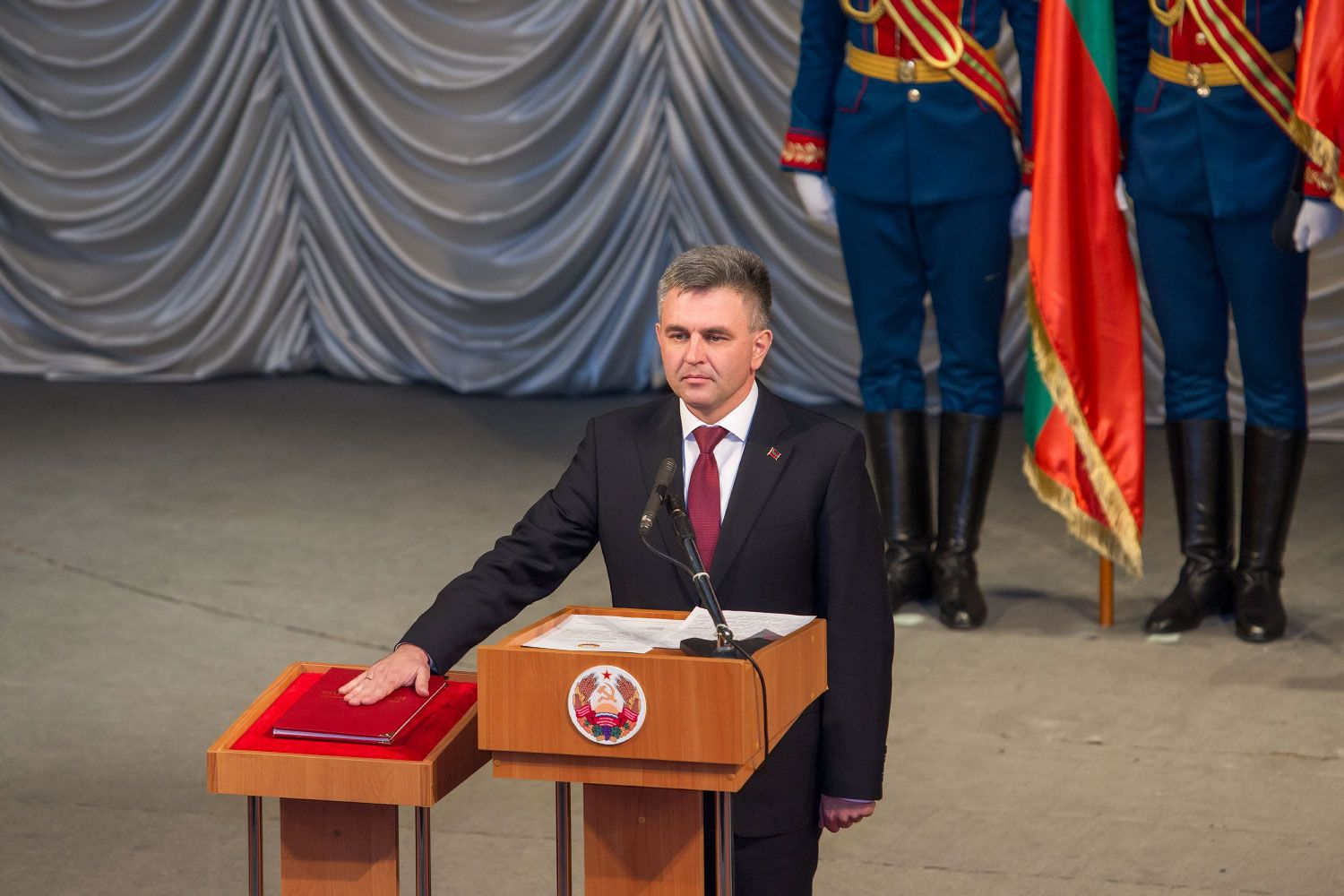
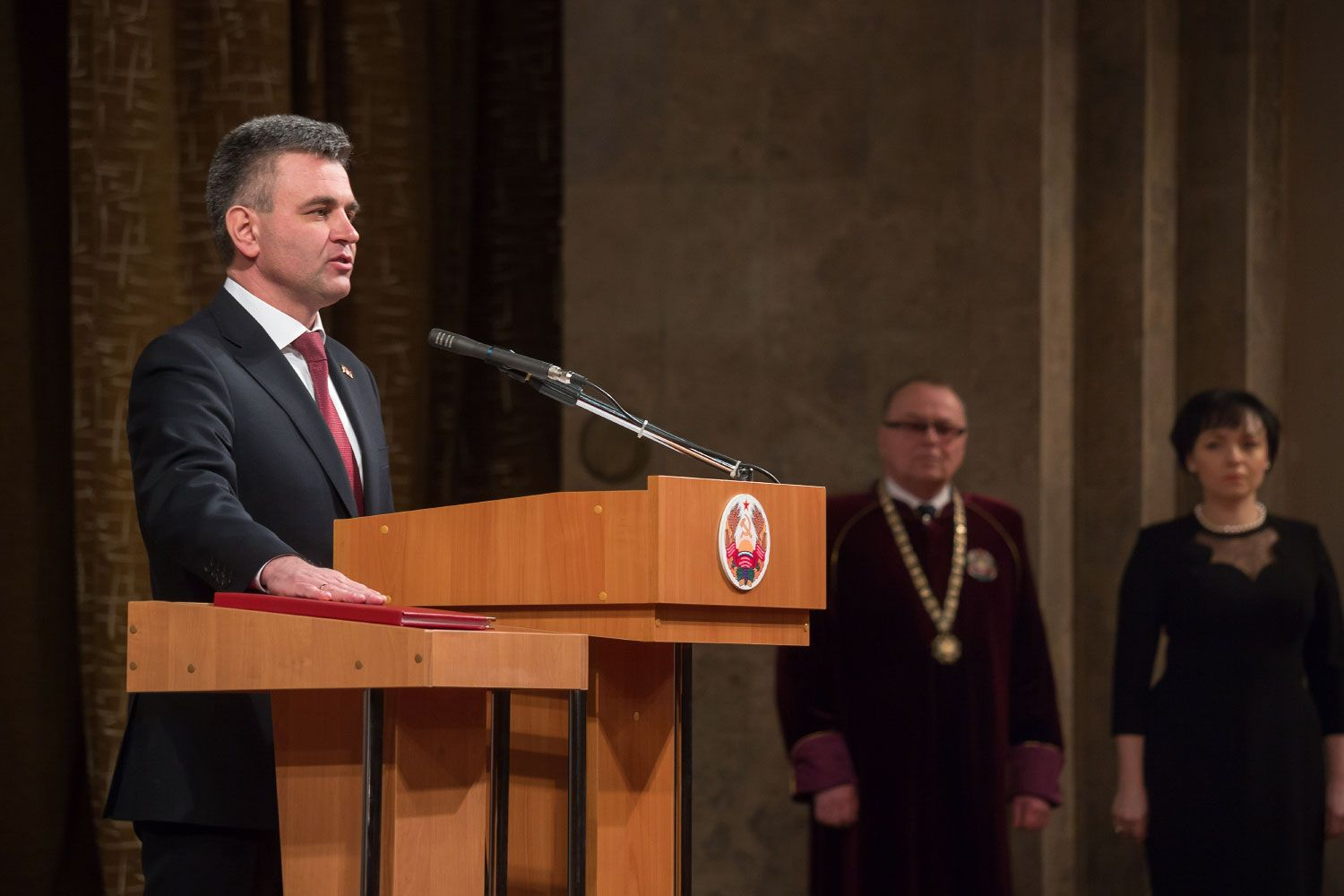
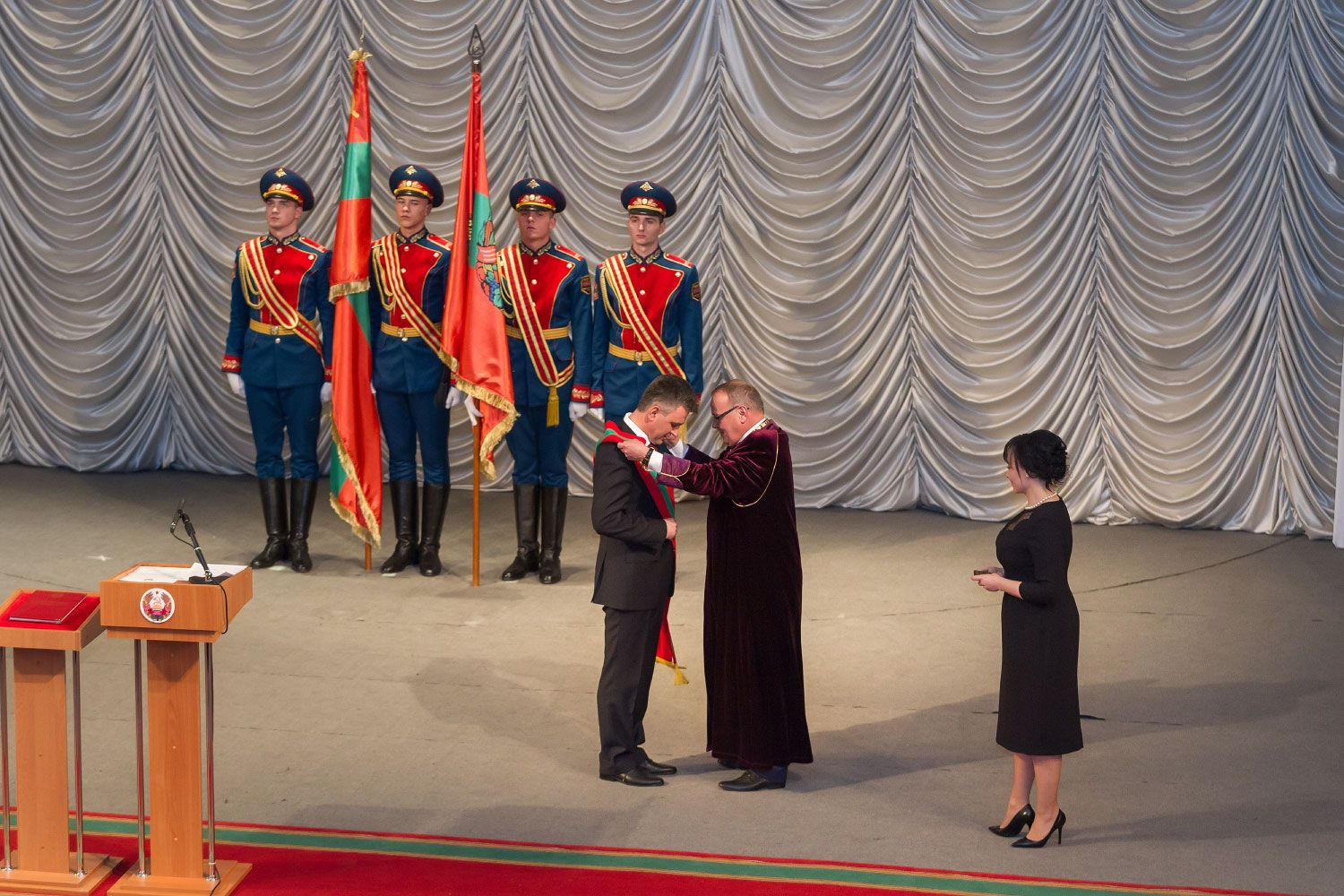
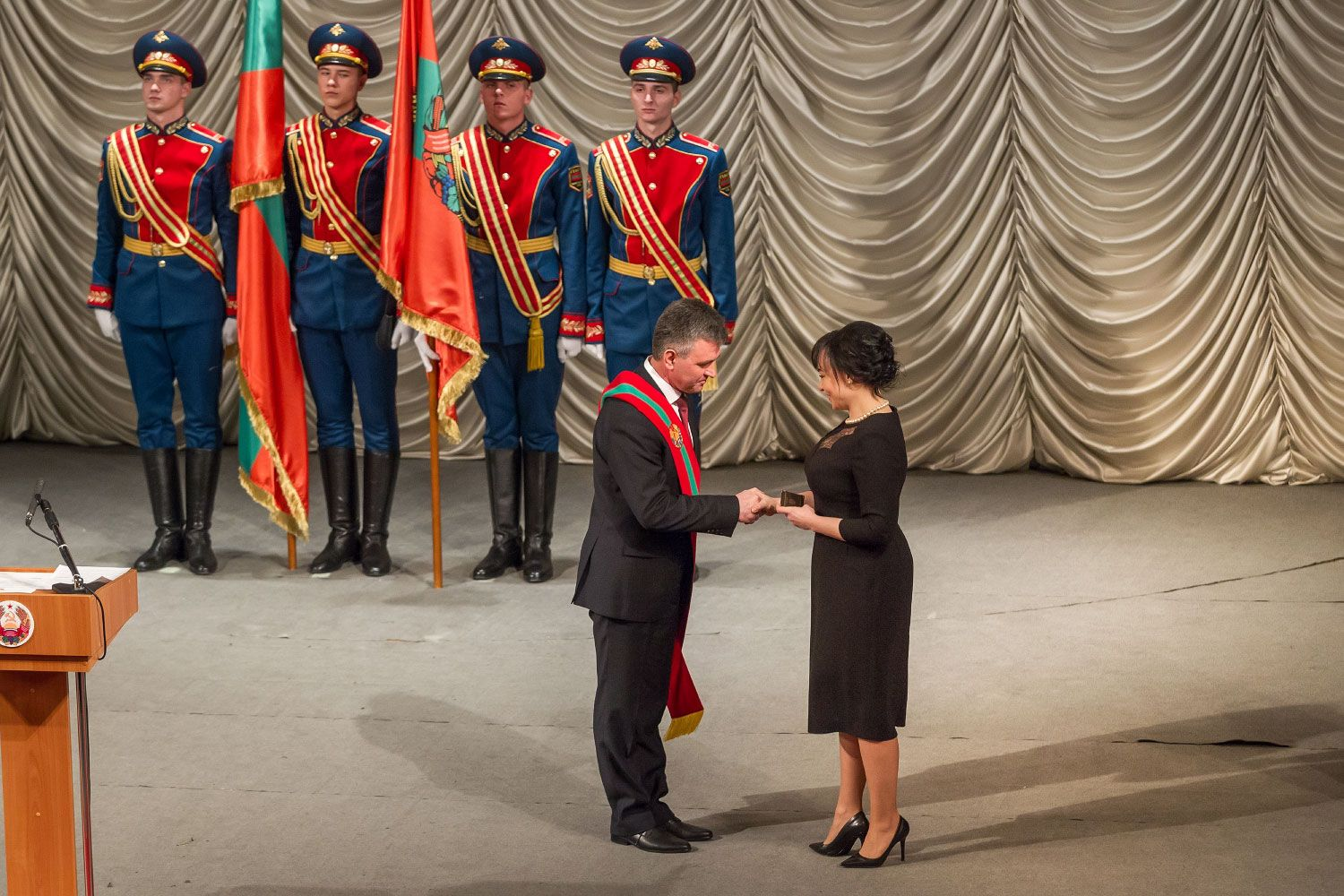
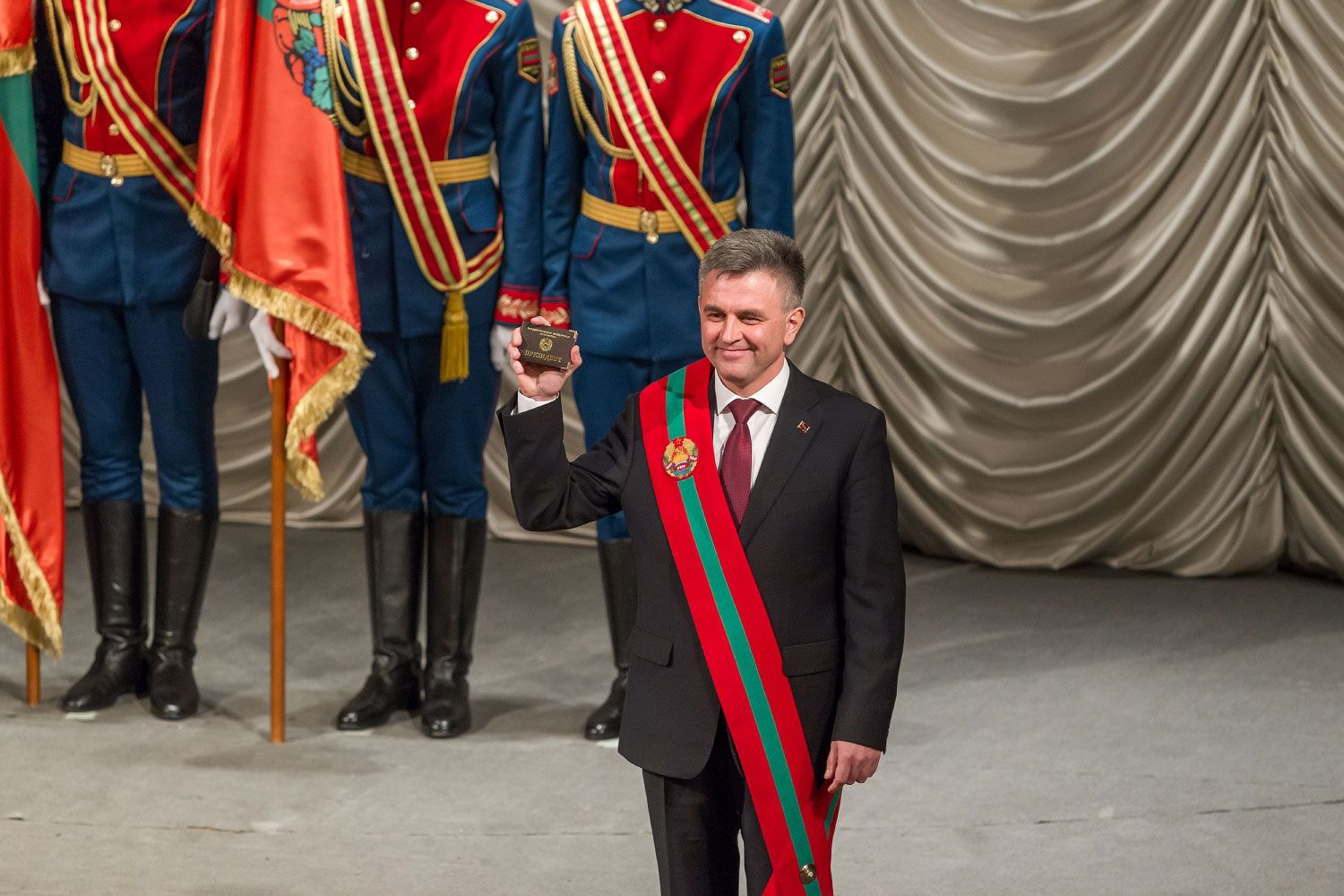
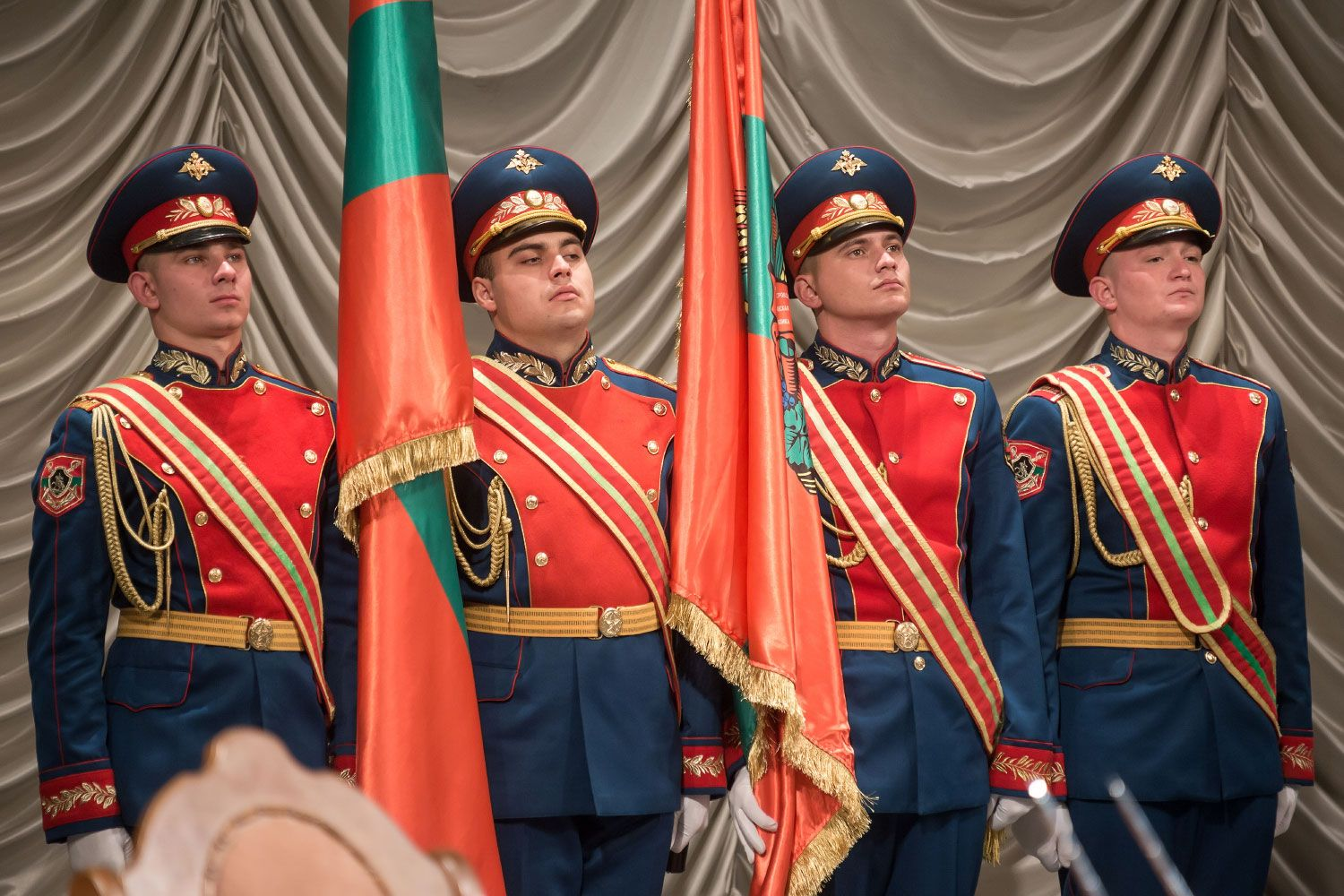
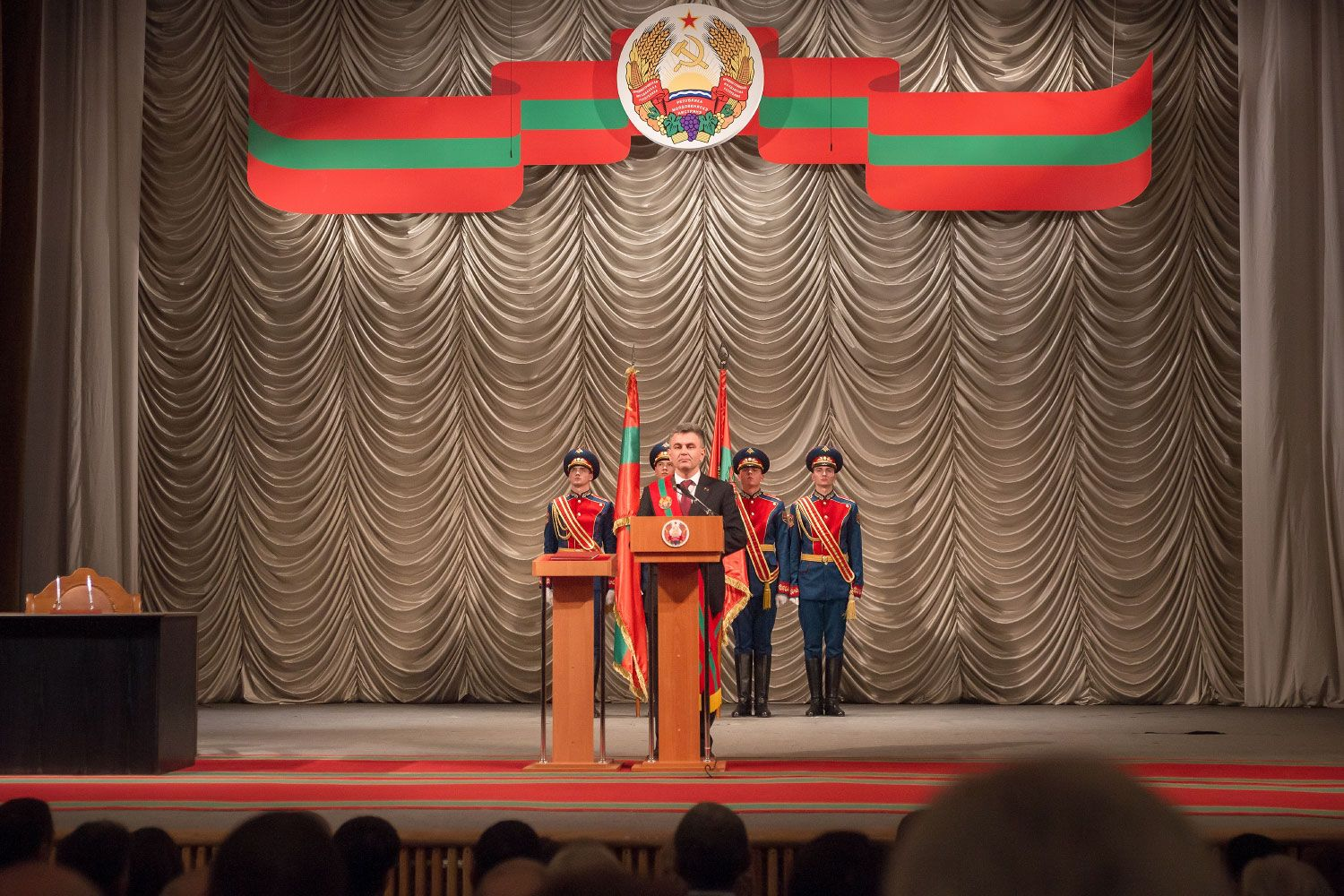
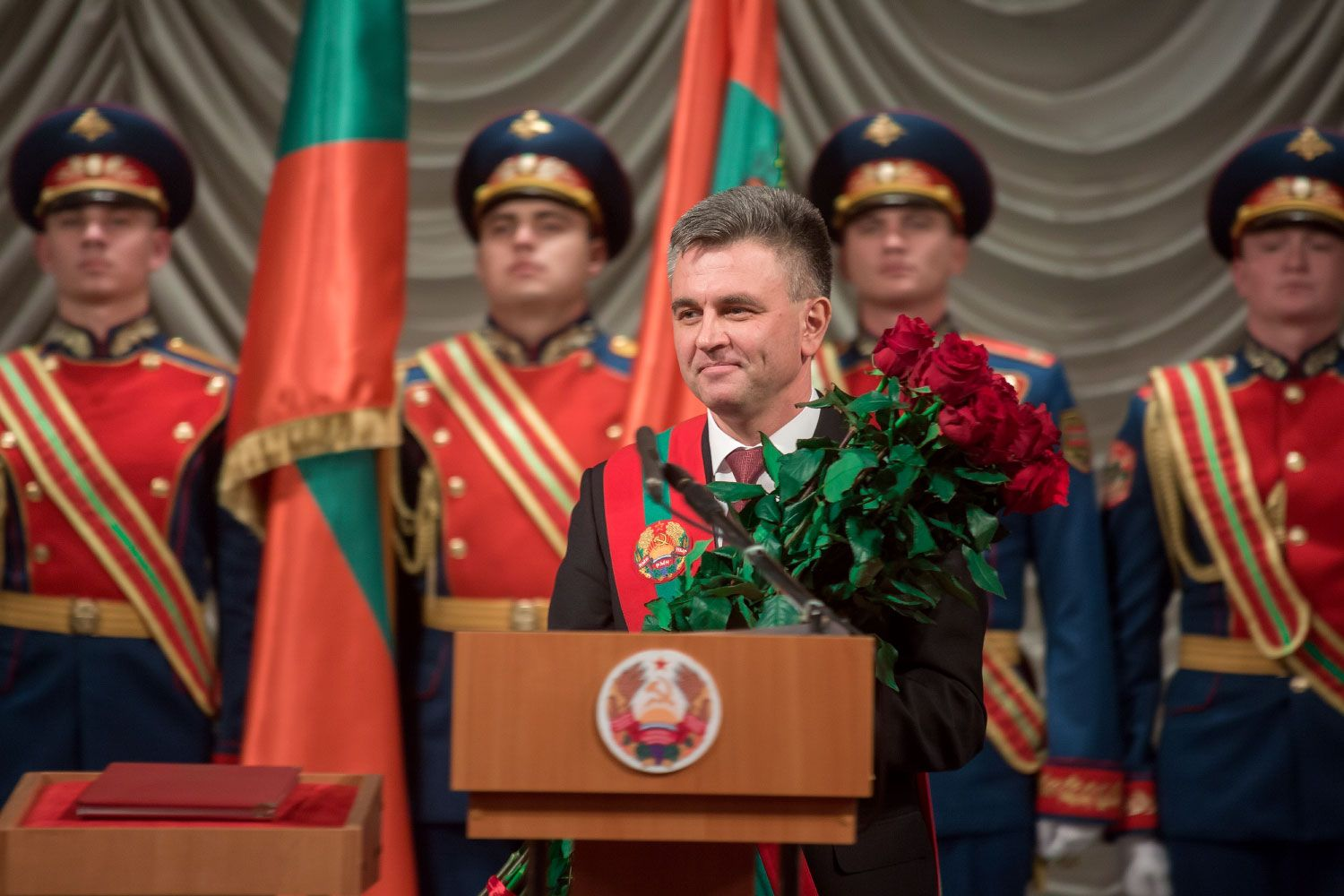
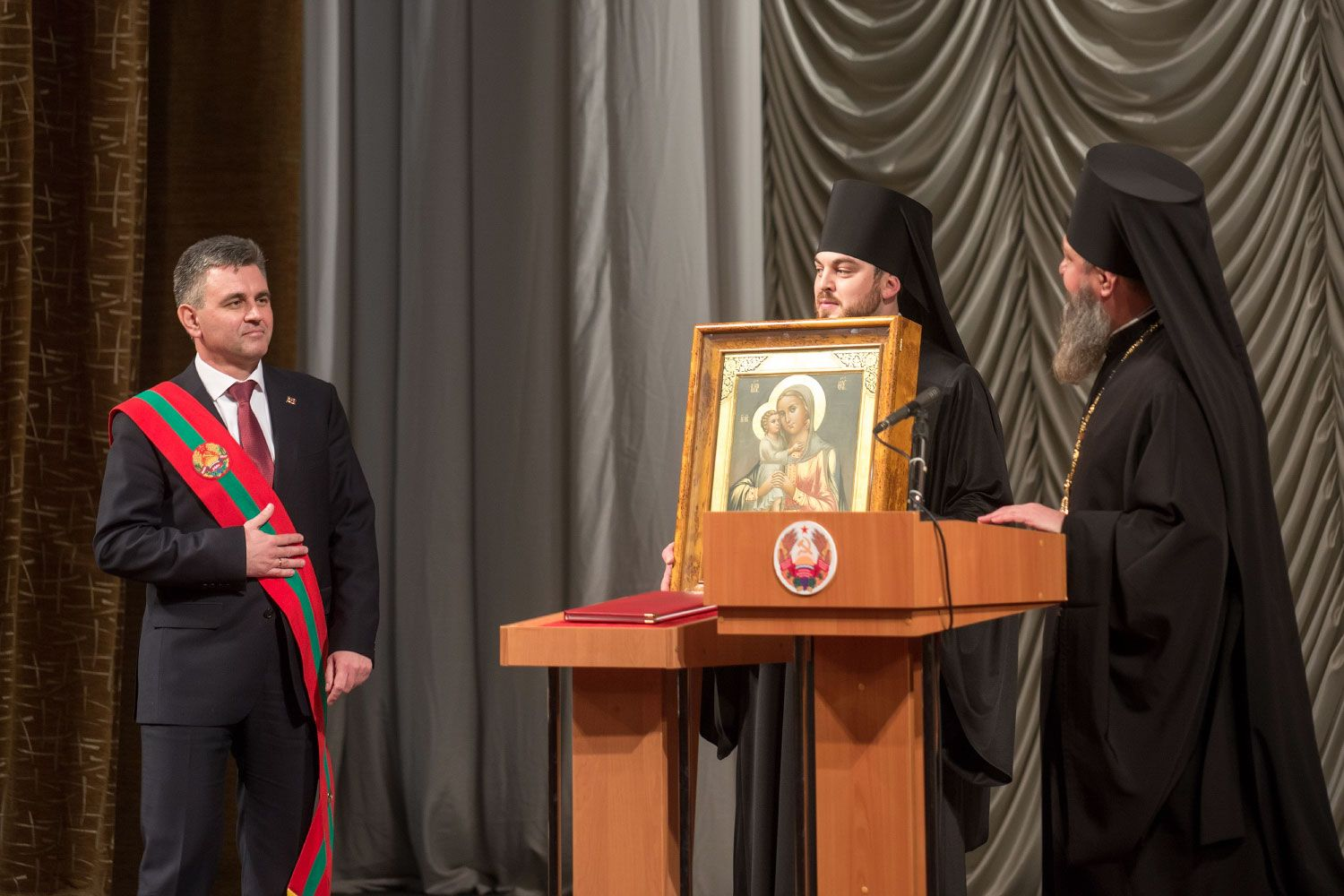
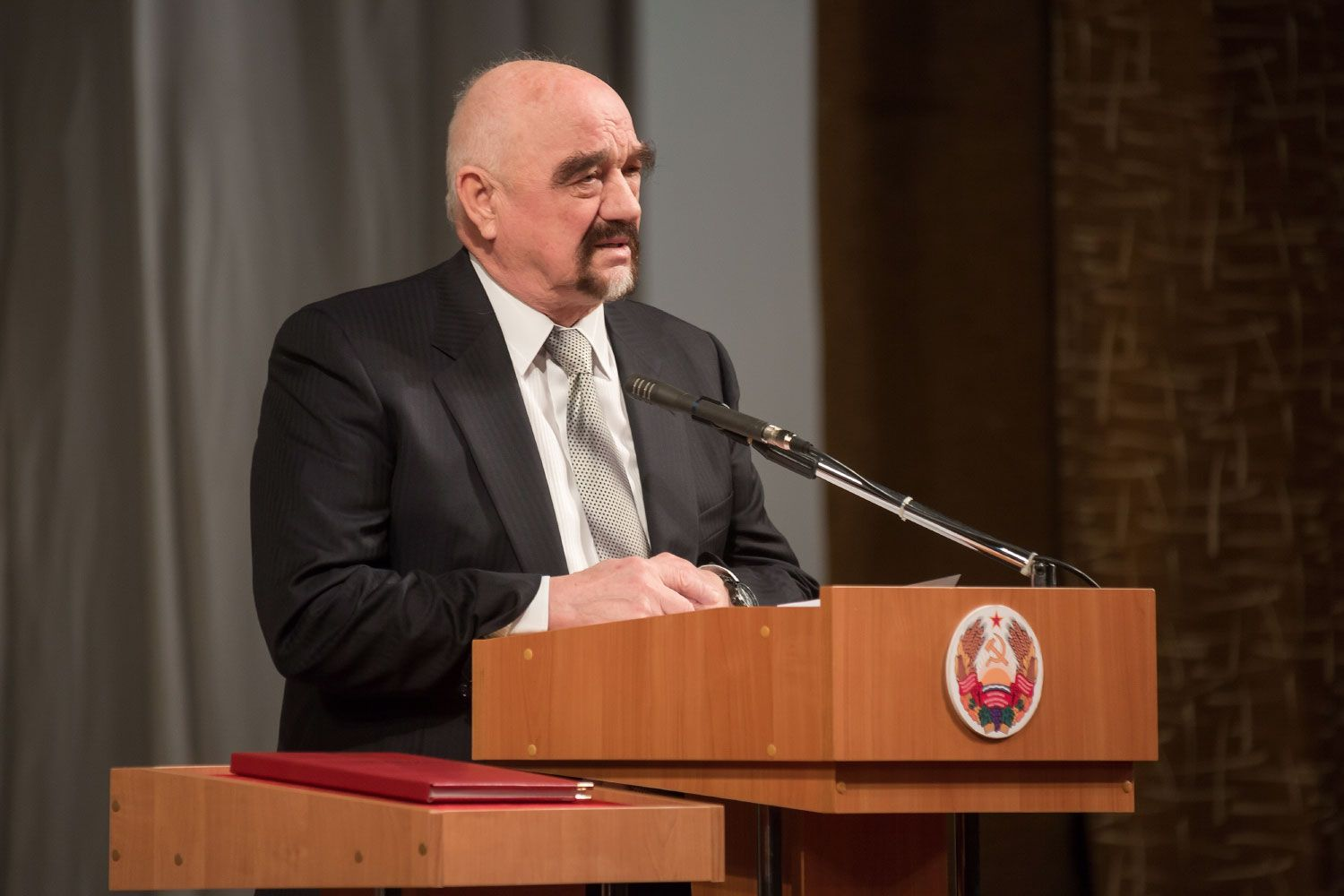